# Apomecyna porphyrea
Apomecyna porphyrea là một loài bọ cánh cứng trong họ Cerambycidae.